# Wiz ’n’ Liz
Wiz 'n' Liz: The Frantic Wabbit Wescue — видеоигра, разработанная студией Bizarre Creations для семейств домашних персональных компьютеров Amiga и видео-приставки Sega Mega Drive, выпущенная в 1993 году. Игра представляет собой красочный и динамичный платформер с качественным саундтреком и практически полным отсутствием насилия и врагов, за исключением боссов в конце каждого эпизода.
Антураж игры изобилует предметами и существами западного фольклора, а также, практически каждый уровень имеет свою определённую тематику.

## Сюжет
Местом действия "Wiz 'n' Liz" является волшебная планета Pum (скорее всего сокращение от англ. pumpkin  — "тыква"), на которой обитают так называемые существа — "wabbits"; на деле являющиеся самыми обычными кроликами (от англ. Rabbit — кролик; по ходу игры первая буква "r" будет заменяться на "w" (см. ниже раздел "Геймплей"). Однажды ночью wabbit'ы оказываются кем-то похищены. На помощь бедным кроликам отправляются седой маг Wiz и старая ведьмочка Liz.

## Геймплей

### Основная задача
Задача игрока состоит в том, чтобы вернуть кроликов обратно, путешествуя с уровня на уровень, каждый из которых представляет собой некое измерение с характерной для него тематикой (снег, пустыня, кладбище и т.д.). Для завершения того или иного этапа необходимо заполнить своеобразную шкалу, собирая разбросанных по всей стадии кроликов и множество других бонусов, в том числе и фрукты/ягоды/овощи; в конце каждого эпизода (которые состоят из нескольких описанных выше уровней) необходимо будет сразиться с боссом. Помимо этого, геймплей "Wiz 'n' Liz" обладает рядом других характерных особенностей.

### Структура игры
Существует 4 основных, главных уровня:
- Apprentice (рус. ученик, подмастерье)
- Wizard (рус. волшебник)
- Sorcerer (рус. колдун)
- Super Wizard (рус. супер-волшебник)

Каждый уровень содержит определённое количество эпизодов, которые в свою очередь состоят из 8 подуровней (миров, стран, измерений):
- Desert Land (рус. Пустынная страна)
- Mine Land (рус. Страна подземных шахт)
- Wood Land (рус. Лесная страна)
- Temple Land (рус. Земля храма)
- Snow Land (рус. Снежная страна)
- Dead Land (рус. Мёртвая страна)
- Lunnar Land (рус. Лунная страна)
- Grass Land (рус. Страна лугов)

По мере прохождения подуровней, последующий будет сложнее предыдущего, например, понадобится собрать больше wabbit'ов или из них будет чаще выпадать усугубляющий прохождение предмет, такой как "пустая буква" и прочие ему подобные. Все подуровни делятся на раунды; минимальное количество раундов — 2. Количество раундов возрастает с каждым эпизодом.
Раунд при прохождении на любом из уровней состоит из двух частей. В первой игроку необходимо из выпадающих букв (см. ниже), собрать "волшебное слово". Когда слово собрано полностью, вверху по середине экрана включается счётчик оставшихся кроликов. После того как собрано требуемое количество, открывается прежде заколоченная дверь — выход с подуровня.
Уровень "Apprentice" состоит всего лишь из одного эпизода; Wizard из двух, Sorcerer — трёх, Super Wizard — четырёх.
Также, предусмотрены три уровня сложности, в "Wiz 'n' Liz" они названы умением, ориг. skill (рус. умение). Всего доступно 3 "скилла":
- Training (рус. тренировка)
- Tame (рус. скучный, неинтересный)
- Taxing (рус. сложный, требующий значительных усилий)

Уровень Training значительно проще двух остальных.

### Игровой процесс
Игра начинается на нейтральном пространстве, представляющее собой поляну с домиком (судя по подписанным полотенцам на бельевой верёвке — это дом Wiz и Liz), большим котлом, стоящим рядом, лесом неподалёку, и парой парящих в воздухе плодов. После смешивания последних в котле, сбоку от домика появится висящая в воздухе дверка - это проход в ещё одно нейтральное измерение, где на железных путях вы собственно и выбираете уровень, запрыгивая в одну из таких дверей.
Дверки, котёл, плоды - важная составляющая геймплея. Во время прохождения уровней есть возможность помимо спасения wabbit'ов, прихватить с собой обратно несколько плодов. При появлении игрока на нейтральной территории, фрукты/ягоды/овощи будут висеть неподалёку от котла под кронами деревьев. При смешивании определённого сочетания плодов будет происходить то или иное событие: либо нейтральное (событие-шутка), либо несущее положительный (встроенная игра, бонус, экстра-жизнь и прочее) или отрицательный эффект (смерть, отвлекающие явления на уровне и т.д.). Одним из главных таких событий является появление ещё одной двери — входа в магазин. Валютой в мире Pum служат звёздочки, которые так же собираются в процессе прохождения любого из уровней. В магазине можно приобрести вышеупомянутые плоды, или же продать их за определенное количество звёзд.
По окончании каждого эпизода (см "Структура игры"), вам предстоит сразиться с одним из боссов, часть которых изображена на обложке игры. Во время битвы кнопка "А" начинает выполнять функцию атаки; сражение с боссом - это единственный период игры, на протяжении которого игрок может атаковать (за исключением мини-игр, не относящихся к сюжетной линии).
Каждый босс обладает своим уникальным поведением и имеет свои "слабые места", при поражении которых он будет уничтожен.

### Управление
A/A + ↓ — Атака (босс)/Прыжок на нижнюю платформу
B/C — Прыжок; зажатыми — частые прыжки
Бег + B/C — Кувырок

### Предметы
В игре встречается огромное количество предметов и объектов: wabbit'ы (синие, красные, зелёные, бонусные и "критические"), буквы (цельные, пустые, бонус-буквы), звёзды, часы, плоды и шарик экстра-времени.
Wabbit'ы — копия земных кроликов, жертвы неизвестного похитителя. Чтобы завершить подуровень, для начала нужно собрать все буквы волшебного слова (см. ниже), выпадающие при соприкосновении с кроликом. Затем включается счетчик, указывающий нужное  количество wabbit'ов для разблокирования выхода с уровня. 
При смешивании определённых плодов в котле кролики могут быть окрашены в какой-то из конкретных цветов: красный, синий и зелёный. Отличаются они ценой за одного кролика. Бонусные кролики появляются на уровне после того, как игрок соберёт из бонусных букв (см. ниже) слово BONUS и по окончании всех раундов текущего подуровня сыграет дополнительный бонус-раунд.
Буквы в игре бывают нескольких видов:
- обычные — составляют собой "волшебное слово", после сбора которого начинается вторая половая подуровня.
- пустые — так же выпадают из wabbit'ов, но в отличие от обычных - каждая такая буква убирает соответствующую ей из "волшебного слова", в результате чего даже во второй половине подуровня счёт собранных кроликов прекращается и игрок вынужден заново отыскивать потерявшуюся букву. С каждым следующим подуровнем "пустые" буквы будут выпадать всё чаще.
- бонусные — выпадают гораздо реже остальных и окрашены в более яркий синий цвет. Составляют собой слово "BONUS", собрав которое полностью, игрок в конце эпизода попадает на бонус-уровень.

Плоды (также называемые в игре ингредиентами) начинают выпадать из кроликов после того, как собраны все буквы волшебного слова. Чтобы унести плоды к себе домой под кроны деревьев, необходимо собрать их столько, чтобы шкала в нижнем правом углу экрана полностью была заполнена.
Плоды содержатся в игре в количестве 14 видов и могут смешиваться в разных сочетаниях (в том числе и два одинаковых), но всегда строго попарно. Итого число возможных сочетаний равно 105. Каждое сочетание даёт уникальный результат (или заклинание, с англ. spell). Один из примечательных результатов - это открытие прохода в одну из мини-игр: "пятнашки", "змейка", "galaxy" и многие другие.
Цена плодов повышается с каждым последующим эпизодом (после победы над очередным боссом).
Звёзды — служат своеобразной "валютой". В магазине за определённое количество звёзд можно купить тот или иной плод. При том, цена с каждым эпизодом будет расти.
Часы, собранные на уровне, добавляют ко времени 3 дополнительных секунды по завершении раунда. Часы, купленные в магазине, добавляют к общему времени 5 секунд сразу же.
Экстра-время представлено в виде золотой монетки (шарика) и выпадает буквально на последних секундах раунда. Если игрок успевает заметить и поймать золотую монетку (а это не так просто), то к общему времени добавляются целых 30 дополнительных секунд.